# Keolis
Keolis — французька транспортна компанія, яка керує системами громадського транспорту по всьому світу: мережами автобусів, метрополітену, трамваїв, автобусів, прокатом велосипедів, автостоянками, водними таксі, канатним трамваєм, тролейбусами та фунікулерами. 
Штаб-квартира компанії розташована в Парижі, Франція, на 70% належить SNCF, а на 30% — Caisse de dépôt et placement du Québec.
Keolis керує кількома мережами у Франції Transpole Bordeaux Métropole у Бордо, громадський транспорт Ліона від імені SYTRAL, послуга громадського транспорту для району Великого Ренна з 1998 року, Ilévia у Ліллі та вся транспортна мережа в Діжоні). 
На міжнародному рівні вона керує автобусами в кількох містах Швеції, центральних і східних регіонів Нідерландів і Сполучених Штатів. 
Також керує різними залізничними мережами на міжнародному рівні, такими як приміська залізниця в Бостоні, Гайдарабадський метрополітен, мельбурнський трамвай, Доклендське легке метро, лінія Пуцзян (Шанхайський метрополітен), Ноттінгемський трамвай і Манчестерський трамвай.

## Історія

### Витоки
Keolis була створена з кількох історичних компаній:
- Société des transports automobiles, створена в 1908 році, і її дочірня компанія Société générale des transports départementaux
- Lesexel, електрична компанія, створена в 1911 році для підтримки розвитку трамваїв
- Société de transports routiers de voyageurs (STRV), дочірня компанія SCETE, а пізніше SNCF, яка була перейменована на Cariane[fr] в 1988 році під час злиття з STV.

Ці компанії пройшли серію реорганізацій, злиттів і поглинань, в результаті яких утворилися дві компанії: Via-GTI, зосереджена в основному на міському транспорті, і Cariane, що спеціалізується на міжміському громадському транспорті.

### Створення та розвиток у 2000-х р.р.
У 1999 році SNCF стала провідним акціонером VIA-GTI, яка в 2001 році об’єдналася з Cariane і стала Keolis. 
У 2005 році завдяки своїй частці в Govia Keolis став співвласником South Eastern franchise у Великій Британії. 
У 2006 році Keolis здобула франшизу для Hellweg Net у Німеччині, а пізніше для Maas-Rhein-Lippe Net і Teutoburger-Wald Net у Німеччині та Нідерландах. 
У 2007 році Keolis придбала City-Trafic у Данії. 
У 2008 році Keolis здобула контроль над Eurobus Holding у Бельгії. 
У 2009 році компанія Keolis розпочала діяльність у Мельбурні, Вашингтоні, Бергені та Бордо. 
У 2010 році EFFIA (компанія автостоянок) стала дочірньою компанією Keolis.

### З 2010 року
У 2012 році Keolis придбала 100% Syntus в Нідерландах і Orléans Express в Канаді. 
Компанія також розпочала роботу в Гайдарабаді, Індія. 
У 2013 році Keolis здобула контроль над частиною міської мережі Лас-Вегаса. 
У 2014 році Keolis здобула 30-річний контракт про державно-приватне партнерство для обслуговування та експлуатації Ion rapid transit у Ватерлоо, Онтаріо, Канада.
У тому ж році Keolis здобула контракт на експлуатацію та технічне обслуговування Metrolink, найбільшої трамвайної мережі Сполученого Королівства, у Манчестері
, 
а також був обраний Foothill Transit для експлуатації та обслуговування муніципальної транспортної мережі для східної долини Сан-Габріель, округ Лос-Анджелес. 

Компанія також вийшла на азійський ринок, розпочавши експлуатацію мережі автоматичного естакадного метро в Гайдарабаді та вигравши, як частину спільного підприємства з RATP Dev і Qatar Hamad Group, контракт на експлуатацію та обслуговування першого громадського транспорту Катару. Мережі, включно з роботою майбутнього автоматичного метро в Досі та трамвайної мережі в новому місті Лусаїл. 

У 2018 році компанія отримала дохід у розмірі 5,9 мільярда євро та мала 63 000 співробітників. 

З вересня 2020 року Keolis очолює Марі-Анж Дебон. 

У 2018 році Keolis розпочала експлуатацію лінії метро Пуцзян (раніше відома як 8.3), першої автоматичної лінії метро в мережі Шанхая, 

і здобула контракт на експлуатацію залізничної франшизи Wales & Borders в Уельсі до націоналізації в лютому 2021 року, Keolis збереже партнерство з новим національним оператором до закінчення початкового контракту. 

## Операції

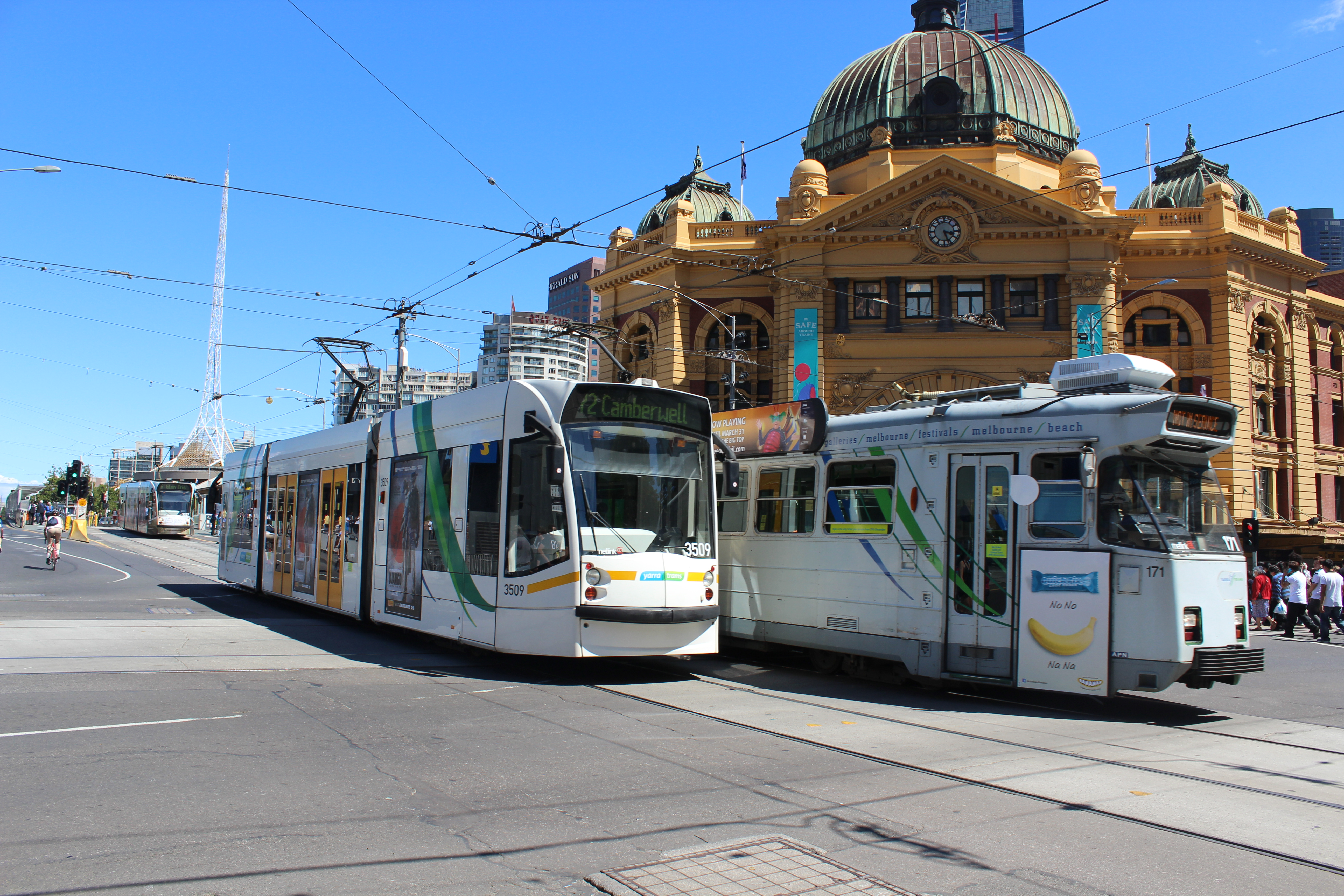
Трамваї Keolis Downer на зупинці Фліндерз-стріту лютому 2013 року

### Австралія
Keolis володіє 51% акцій компанії Keolis Downer, яка управляє трамвайною мережею Мельбурна з листопада 2009 року. 

Keolis Downer управляє лінією легкорейкового транспорту G:link у Голд-Кості з липня 2014 року. 

У березні 2015 року Keolis Downer придбав автобусного оператора Australian Transit Enterprises, який керує автобусними лініями Hornibrook Bus Lines, LinkSA, Path Transit і SouthLink з 930 автобусами. 

У липні 2017 року Keolis Downer під назвою Newcastle Transport придбав бізнес Newcastle Buses & Ferries згідно з 10-річним контрактом. 

Newcastle Transport також керує Ньюкаслський трамвай з лютого 2019 року. 
У жовтні 2019 року уряд Нового Південного Уельсу оголосив, що автобусні операції State Transit будуть передані приватному сектору. 
 
У травні 2021 року компанія Keolis Downer здобула контракт на обслуговування Сіднейського автобусного регіону 8. 

Keolis Downer Northern Beaches (KDNB) розпочала роботу 31 жовтня 2021 року з контрактом на вісім років. 

### Канада
Keolis Canada працює як дочірня компанія Keolis America. 
Більшість її канадських операцій розташовані в Монреалі, де вона керує квебекською міжміською автобусною компанією Orléans Express і частинкою в Exo Mascouche. 
Крім того, під власним брендом Keolis надає маршрутні автобусні послуги між залізничним вокзалом Оттави та аеропортом Монреаля для пасажирів Air France і KLM.
У 2004 — 2012 р.р. компанія також керувала міжміськими автобусами Acadian Lines у Приморських провінціях. 
Останні послуги з тих пір перейшли до незалежного оператора Maritime Bus.
Keolis є партнером консорціуму GrandLinq і оператором Ion rapid transit у регіоні Ватерлоо, Онтаріо.
У липні 2024 року компанія Keolis оголосила про придбання підрозділів Pacific Western Transportation Transit and Motorcoach. 

### Китай
У Китаї Keolis і Shanghai Shentong Metro Group, власник Шанхайського метрополітену створили спільне підприємство під назвою Shanghai Keolis у березні 2014 року. 

Shanghai Keolis розпочала експлуатацію лінії Пуцзян (колишня черга 3 8 лінії шанхайського метро) у березні 2018 року. 

У 2019 році також запрацював в міжнародному аеропорту Піплмувер Шанхай-Пудун, що сполучив новий термінал з існуючими терміналами 1 і 2, а також Сунцзянський трамвай у регіоні Songjiang, передмістя на захід від центру Шанхаю, у 2020 році.
Між Keolis та урядом Хубея було підписано угоду, і Keolis відповідатиме за роботу приміської залізниці Великого Уханя. 

### Данія
Keolis Danmark є другим за величиною автобусним оператором у Данії з 500 автобусами та 1500 співробітниками. Keolis вийшли на ринок Данії в 1999 році, коли вони придбали 49% данського автобусного оператора City-Trafik. 

У 2007 р. City-Trafik стала дочірньою компанією Keolis. 

У 2014 році City-Trafik здивувала данську автобусну промисловість, коли оголосила про свої плани злиття з данською дочірньою компанією Nettbuss у спільне підприємство 

Keolis володіла 75%, а Nettbuss утримувала 25% акцій, поки злиття не було прийнято данським урядом. Колишній City-Trafik отримав назву Keolis Bus Danmark, а колишній Nettbuss Danmark отримав назву Keolis Danmark. 
Наприкінці 2014 року уряд Данії затвердив злиття, що дозволило двом компаніям об’єднатися під назвою Keolis Danmark наступного року. 
У 2015 р. компанія Keolis також отримала контракт на експлуатацію Орхуського трамвая, який планувалося відкрити через два роки. 
У 2016 році Keolis SA купила останні 25% акцій у Nettbuss AS, зробивши Keolis Danmark 100% дочірньою компанією Keolis 

### Франція
Keolis широко представлений у Франції. 
Він надає транспортні послуги в багатьох містах, включаючи Бордо, Діжон, Лілль, Ліон, Орлеан і Ренн. 
У січні 2016 року було придбано 260 транспортних засобів компанії Daniel Myers.

### Німеччина

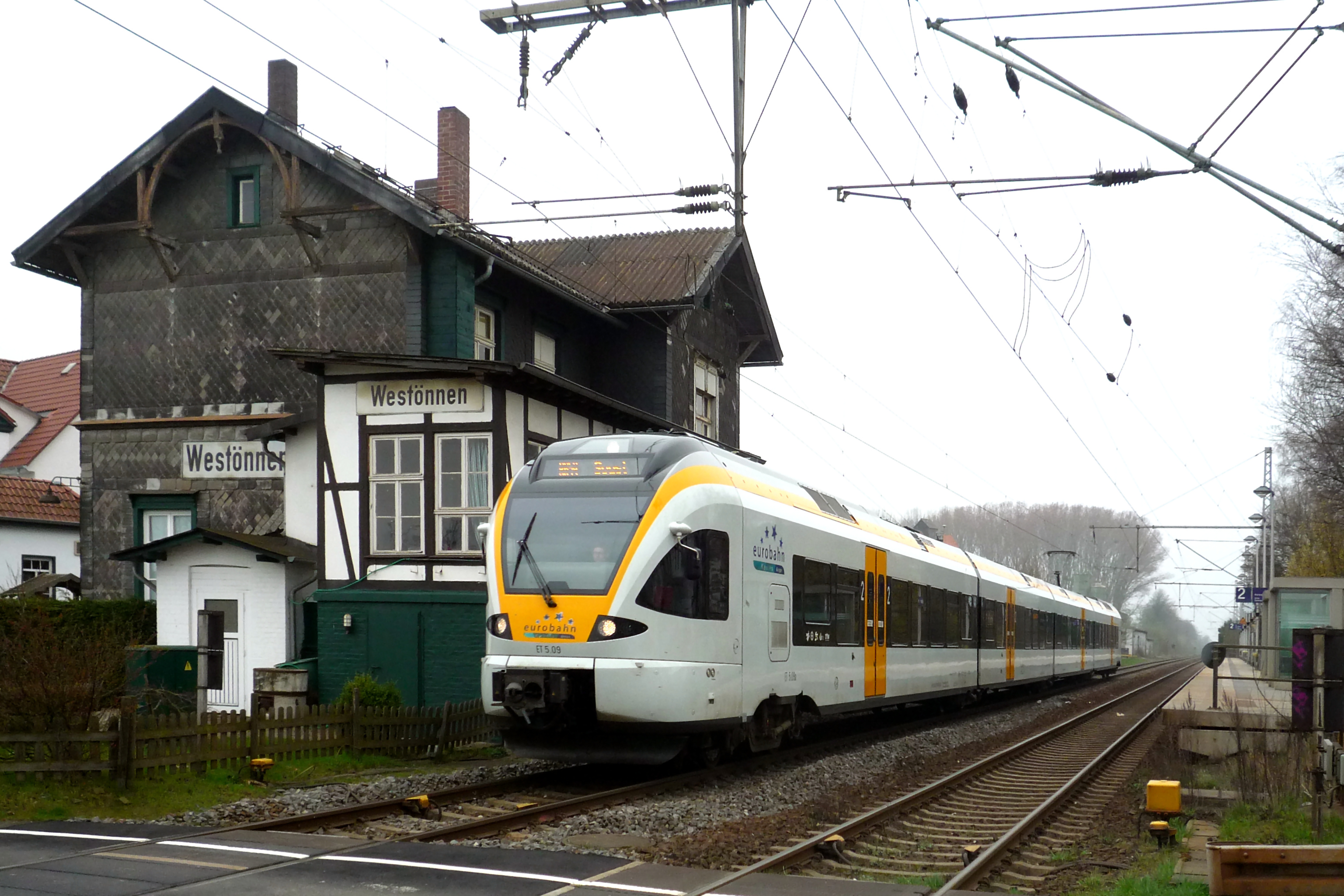
Eurobahn Stadler Flirt Class 428 у Вестеннені, 2009 рік

Keolis разом із Rhenus володів контрольною часткою (60/40) у спільному підприємстві Eurobahn на момент його заснування в 1998 році. 
 
Під брендом Eurobahn Keolis керувала кількома регіональними залізничними службами в німецькій землі Північний Рейн-Вестфалія, Нижня Саксонія та в Нідерландах. 
Для обслуговування цих ліній компанія Eurobahn використовувала електричні вагони Stadler Flirt і дизельні автомотриси Bombardier Talent. 
У грудні 2007 року спільне підприємство було скасовано; на цьому етапі компанія Rhenus стала власником автобусних перевезень і двох залізничних контрактів, тоді як Keolis отримала повну власність на Eurobahn і решту контрактів. 

У жовтні 2021 року Keolis оголосила про намір відмовитися від Eurobahn і піти з ринку Німеччини. 

Його було продано дочірній компанії юридичної фірми Noerr у грудні 2021 року. 

### Індія
У 2012 році компанія Keolis здобула контракт на експлуатацію та технічне обслуговування проекту Hyderabad Metro Rail. 

Цей контракт ознаменував вхід Keolis на індійський ринок. 
Keolis Hyderabad разом з Larsen & Toubro розпочали роботу метро з 27 листопада 2017 року. 

### Нідерланди

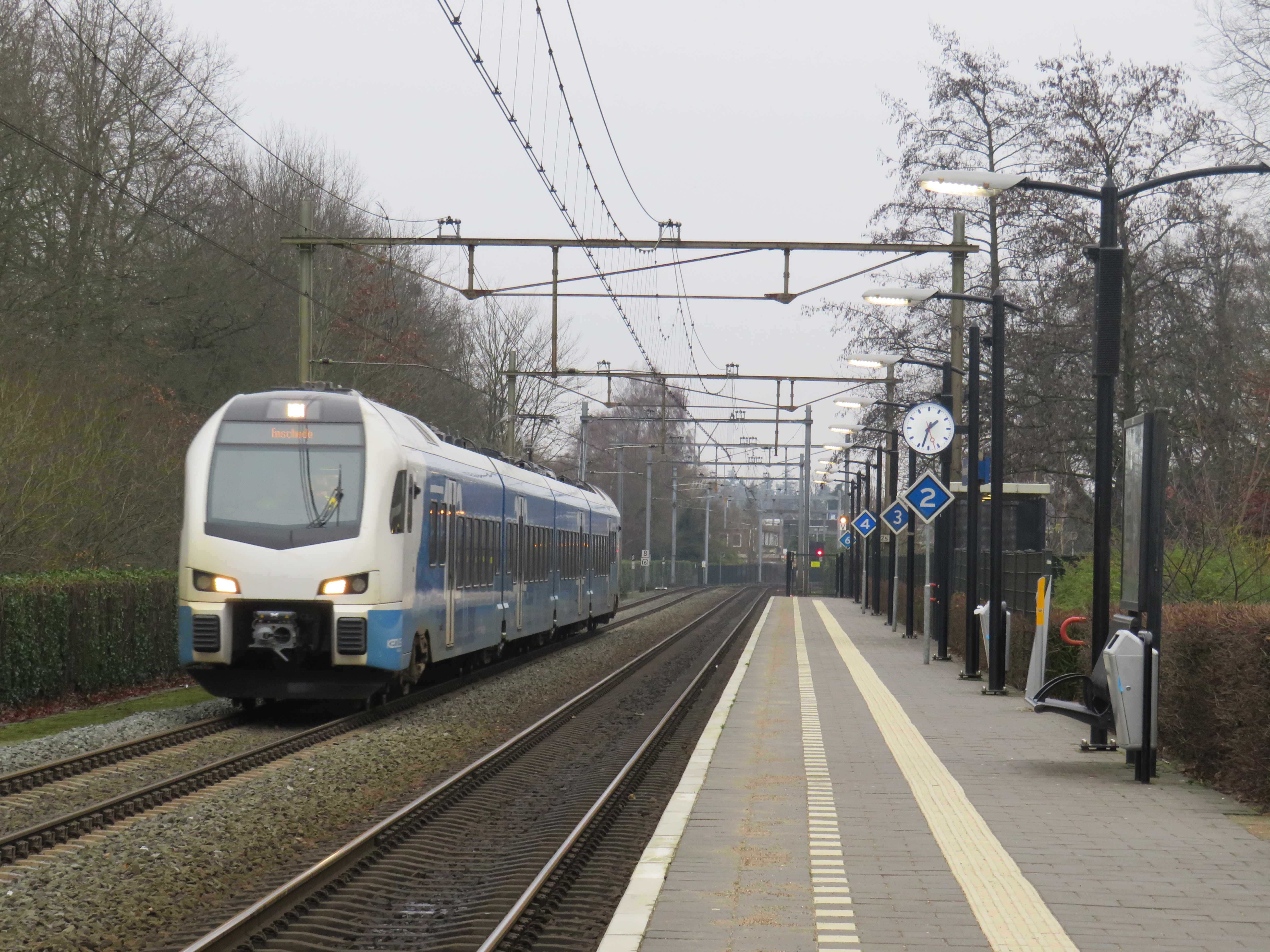
Stadler Flirt EMU на станції Алмело-де-Ріт

Дочірньою компанією Keolis у Нідерландах є Keolis Nederland, яка спочатку називалася Syntus.
У 1999 році Keolis розпочала діяльність у Нідерландах з 33% акцій Syntus. 

У 2007 р. цю частку було збільшено до 50%. 

У 2012 році Keolis придбала 50% акцій Nederlandse Spoorwegen в підприємстві, таким чином отримавши повний контроль над Syntus. 
 
У жовтні 2017 року бренд Syntus припинив свою діяльність і замінено брендом Keolis Nederland. [ 39 ] [ 40 ] 

### Норвегія
Дочірньою компанією Keolis у Норвегії була Keolis Norge. 
Вона була створена у 2008 році як Fjord1 Partner, спільне підприємство Fjord1 Nordvestlandske (49%) і Keolis Nordic (51%). 

У квітні 2014 року Fjord1 продала свої акції Keolis; щоб відзначити цю зміну, компанія була перейменована на Keolis Norge AS. 

6 вересня 2022 року DSD AS, власник Tide Buss, оголосив, що викупить усі акції Keolis Norge і візьме на себе виконання всіх їхніх контрактів. 

### Катар
7 грудня 2017 року Qatar Rail, національний оператор громадського транспорту Катару, передала RKH Qitarat — спільному підприємству, заснованому на консорціумі між RATP Dev і Keolis (49%) і катарській компанії Hamad Group (51%) — експлуатацію та технічне обслуговування контракт на нове автоматизоване метро Дохи, столиці Катару, та мережу легких залізниць у Лусаїлі, другому за величиною місті Катару, розташованому за 15 км від центру міста Доха. 

### Швеція

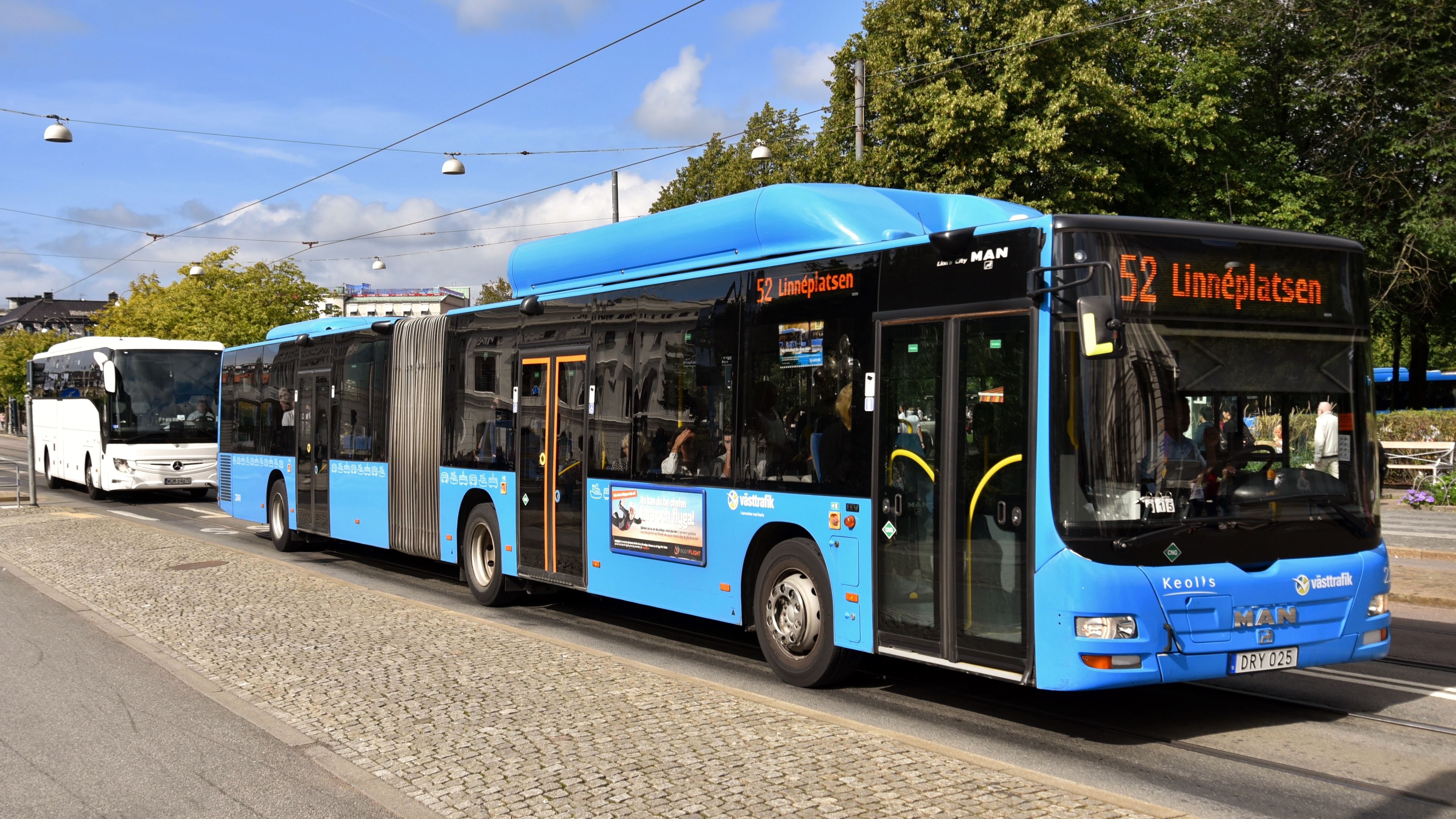
Västtrafik Keolis MAN Lion's City G NG313 CNG працює на лінії 52 у Кунгспортсавенін, Гетеборг, Швеція.

Keolis Sverige була заснована у 2003 році, коли Keolis купила 70% Busslink. 
Решту було придбано у 2010 році. 
Keolis Sverige є другим за величиною оператором автобусного ринку Швеції. 

Keolis Sverige управляє 1000 автобусами у Стокгольмі та 1800 автобусами в решті Швеції. .

### Велика Британія

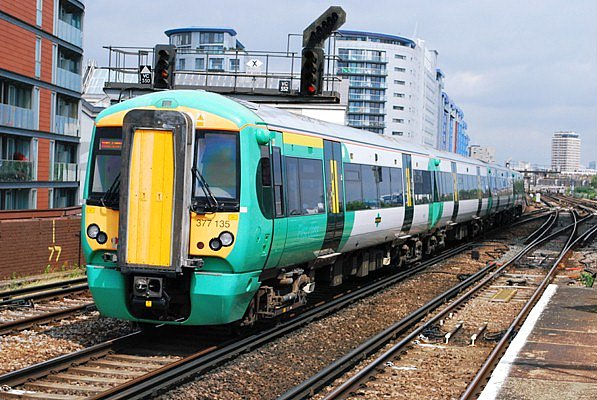
Southern Class 377 у у червні 2010 року

У Сполученому Королівстві Keolis володіє 35% компанії Govia, яка володіє компанією Govia Thameslink Railway, оператором франшизи Thameslink, Southern & Great Northern і раніше керованою компанією Thameslink Rail, Southeastern і London Midland. 

Keolis також мав 45% акцій First TransPennine Express з лютого 2004 року до березня 2016 року. 
Після повторного тендеру FirstGroup здобула повний контроль. 

У 2012 році Keolis подав спільну заявку з SNCF на перервану франшизу InterCity West Coast. 

У 2014 році в партнерстві з Eurostar компанія подала заявку на франшизу InterCity East Coast; 

однак, франшиза була надана Stagecoach Group/Virgin Group, яка має бренд Virgin Trains East Coast (VTEC). 

У партнерстві з Amey plc Keolis керує концесіями Доклендське легке метро і Manchester Metrolink.
Крім того, Keolis є частиною консорціуму Tramlink Nottingham, який розпочав експлуатацію трамваїв Nottingham Express Transit у грудні 2011 року. 
 
Зокрема, операції були передані субпідрядником Nottingham Trams Limited, консорціуму Keolis (80%) і Wellglade (20%). 

У травні 2018 року франшизу Wales & Borders було передано KeolisAmey Wales, який здобув контракт на суму 5  мільярдів фунтів стерлінгів, який охоплює 15-річний період, починаючи з 14 жовтня 2018 року. 
 
Цей контракт включав надання інвестицій у валлійську мережу, включаючи 800 мільйонів фунтів стерлінгів на новий рухомий склад, 194 мільйони фунтів стерлінгів на модернізацію 247 станцій і будівництво п’яти нових станцій метро, запуск 285 додаткових послуг з понеділка по п’ятницю разом із 294 додатковими послугами в неділю. 

14 жовтня 2018 року KeolisAmey Wales розпочала діяльність під брендом Transport for Wales, що належить уряду Уельсу. 

31 травня 2020 року було схвалено Угоду про надзвичайні заходи для надання допомоги KeolisAmey Wales; у ньому було зазначено, що уряд Уельсу витратить до 65 мільйонів фунтів стерлінгів у наступні шість місяців, щоб гарантувати, що поїзди продовжуватимуть курсувати за франшизою. 
 
7 лютого 2021 року франшиза була націоналізована урядом Уельсу та передана державному оператору крайньої інстанції, Transport for Wales Rail, при цьому Amey зберіг участь у виконанні ключових інфраструктурних проектів, пов’язаних з Core Valley Lines. 